# 윤백남
윤백남(尹白南, 본명: 윤교중, 본명 한자: 尹敎重, 1888년 11월 7일~1954년 9월 29일)은 일제강점기, 대한민국의 예술가이다.
배우, 극작가, 소설가, 언론인, 영화감독, 연극연출가, 영화제작자 등을 다양한 직업을 겸했다.

## 주요 경력
- 前 서라벌예술초급대학 학장

## 생애 및 평가
충청남도 공주군 출신으로 어릴 때는 한학을 공부했다. 한성부로 올라와 신학문을 익힌 뒤 1904년에 일본으로 건너갔다. 대한제국 관비 유학생으로 와세다 대학에 입학하기도 했으나, 학비 지원이 끊겨 중퇴 후 일본 도쿄 고등상업학교로 옮겨 전문학사 학위 취득에 성공했다.
귀국 후 보성전문학교 강사가 되었고, 한일 합방 조약이후로 매일신보 기자가 되어 문필 생활을 시작했다. 1912년에는 조중환과 함께 한국에서 두 번째 신파극 극단인 문수성(文秀星)을 창단하여 1916년 해산될 때까지 번안 신파극을 공연하고 배우로도 활동했다. 문수성이 해체된 후 반도문예사(半島文藝社)를 설립하여 월간 잡지 《예원(藝苑)》을 발간하였다. 이기세, 이범구 등과 극단 예성좌(藝星座)를 조직하고, 1917년에는 백남(白南) 프로덕션을 창립, 여러 편의 영화를 제작·감독하여 영화계에 선구적인 활동을 펼치기도 했다.
1923년에는 한국 최초의 극영화 《월하의 맹서》를 촬영했다. 윤백남은 이 영화의 각본과 감독을 맡았으며, 민중극단 배우였던 이월화를 출연시키기도 했다. 영화 《운영전》, 《심청전》 등을 연이어 발표하였으나 흥행에 성공하지 못하였다.
한때는 경남 김해에 내려가 합성학교(合成學校)의 교장을 지내기도 했다. 1920년 《동아일보》 창간 때 입사하여 《수호전》을 번역·연재했다.
연극론과 희곡을 발표하고 극단을 조직하여 자신의 희곡을 무대에 올리기도 했다.
1922년에 개량신파극단인 민중극단(民衆劇團)을 조직·주재했고, 1931년 극예술연구회(劇藝術硏究會)의 창립동인으로서 신극운동의 선구자 역할을 했다.
《매일신보》에 단편소설 《몽금》을 발표하였고, 1920년대 후반부터는 소설 창작에 몰두했다. 1930년에 동아일보에 한국 최초의 대중소설인 《대도전(大盜傳)》을 연재하였고, 큰 인기를 끌면서 인기 작가 반열에 올랐다. 1930년대에는 야담 운동에 뛰어들어 많은 야담 작품을 발표했고, 1934년 10월 월간지 《야담》을 창간하였으며, 1937년에 만주로 이주해 역사 소설을 썼다.
태평양 전쟁 종전 후 귀국하여 조선영화건설본부 본부장 겸 대표위원장으로 취임하였다. 1953년에는 서라벌예술대학 학장을 맡고 대한민국예술원 초대 회원을 지냈다.
연극, 영화, 문학 등 여러 분야에서 근대 문화의 발전에 중추적 역할을 한 계몽가로 평가된다.

## 같이 보기
- 나운규
- 윤봉춘
- 심훈
- 임성구
- 김소랑
- 김도산
- 이기세
- 현철
- 김소동

## 참고 자료
- 강옥희,이영미,이순진,이승희 (2006년 12월 15일). 《식민지시대 대중예술인 사전》. 서울: 소도. 215~217쪽쪽. ISBN 978-89-90626-26-4.